# Unternehmen Wunderland
Beim Unternehmen Wunderland handelte es sich um ein Unternehmen der Kriegsmarine im Zweiten Weltkrieg gegen sowjetische Handelsschiffe auf der Nordostpassage. Auf diesem Seeweg beförderte die Sowjetunion in den Sommermonaten große Mengen Rüstungsmaterial aus den USA und Rohstoffe aus dem Fernen Osten an die Front bzw. zu den Industriezentren vor dem Ural. Die Konvois waren gar nicht oder nur schwach militärisch gesichert, konnten lediglich während dreier schiffbarer Monate durchgeführt werden und mussten schmale eisfreie Korridore nutzen, was große Erfolgsaussichten für einen Angriff auf sie versprach. Ein Ausschalten der großen Eisbrecher würde die Nutzung dieses Seeweges unmöglich machen. Die sehr langsamen Konvois, in denen sogar noch alte Raddampfer oder Schleppkähne zum Einsatz kamen, schienen auch eine leichte Beute zu werden. Die Operation wurde frühzeitig entdeckt und muss als gescheitert betrachtet werden.

## Planung
Der Urheber des Planes war Admiral Rolf Carls. Die operative Ausarbeitung lag in den Händen des Admirals Nordmeer, Admiral Hubert Schmundt, dem Verantwortlichen für die Seekriegsführung in arktischen Gewässern. Ihm lagen auch die Aufzeichnungen des Hilfskreuzers Komet vor, der in Zeiten des deutsch-sowjetischen Nichtangriffspaktes 1940 die Nordostpassage mit Hilfe sowjetischer Eisbrecher durchfahren hatte. Da der Seeweg nur etwa drei Monate im Jahr überhaupt offenzuhalten war, war es einfach, die Position der Geleitzüge zum jeweiligen Zeitpunkt zu ermitteln. Die japanische Admiralität übermittelte, dass am 26. Juli 1942 ein aus 19 Handelsschiffen bestehender Konvoi die Beringstraße durchfahren hatte. Mitte August 1942 meldete die deutsche Aufklärung das Auslaufen eines großen Konvois aus Archangelsk in östlicher Richtung. Das Nadelöhr war die Wilkizkistraße, die von den größten sowjetischen Eisbrechern in den Sommermonaten offengehalten wurde. Größere sowjetische Kriegsschiffe als Zerstörer befanden sich nicht im Nordpolarmeer.

## Das Unternehmen
Im Rahmen des Unternehmens Wunderland lief am 16. August 1942 ein kleiner Flottenverband aus dem Hafen der norwegischen Stadt Narvik in die Barentssee aus. Dieser Verband bestand aus dem Schweren Kreuzer Admiral Scheer unter der Führung von Kapitän zur See Wilhelm Meendsen-Bohlken und den drei Zerstörern Z 16 Friedrich Eckoldt, Z 15 Erich Steinbrinck sowie Z 4 Richard Beitzen der 5. Zerstörerflottille unter Kapitän zur See Alfred Schemmel. Bereits am 17. August kehrten die Zerstörer jedoch südlich der Bäreninsel wieder um, die Admiral Scheer fuhr nun allein weiter. Es wurde völlige Funkstille gewahrt. Die Aufklärung der Eisflächen erfolgte durch die deutschen U-Boote U 601 und U 251. Der Kurs verlief anfangs ostwärts durch die Barentssee. Am 18. August traf die Admiral Scheer mit U 601 zusammen. Das U-Boot meldete, dass die Eisgrenze noch 80 sm weiter nördlich verlief.
Nachdem die Admiral Scheer die Nordspitze von Nowaja Semlja passiert hatte, lief sie immer hart an der Eisgrenze in Richtung Insel Einsamkeit – Wilkizkistraße. Die Admiral Scheer musste dabei sehr vorsichtig navigieren, um nicht im Packeis gefangen zu werden. Das wäre ihr Ende gewesen, da sie nicht eistauglich war. Der gepanzerte Rumpf hätte zwar im Treibeis kaum Schaden genommen, die Schiffsschrauben und die Ruder waren aber nicht für die Belastungen im Eis konstruiert und im mitunter plötzlich auftretenden Packeis wäre das Schiff verloren gewesen. Nach dem Operationsplan sollte es dazu aber gar nicht kommen können.
Obwohl das Aufklärungsflugzeug täglich zwei Flüge unternahm, gelang es nicht, die sowjetischen Konvois auszumachen. Die Admiral Scheer fuhr am Ausgang der Wilkizkistraße mehrere Schleifen und suchte vorerst vergeblich die sowjetischen Geleitzüge. Am 20. August kam es in der Karasee zu einem Zusammentreffen mit U 251, das wegen der vereinbarten Funkstille längsseits gehen musste und insbesondere Eisbeobachtungen meldete.
Das Bordaufklärungsflugzeug der Admiral Scheer meldete erstmals am 20. August 1942 nahe der Insel Krakowka sowie am 23. August 1942 in der Wilkizkistraße die Sichtung von Teileinheiten dreier Schiffskonvois, die zusammen mit den Eisbrechern Lenin und Krasin im Geleit liefen. Starker Nebel und die Eislage verhinderten jedoch ein schnelles Herankommen. Am 24. August machte das Aufklärungsflugzeug eine Bruchlandung und musste anschließend versenkt werden. Dies verminderte die Erfolgsaussichten für das Unternehmen erheblich.
Gegen Mittag des 25. August erfasste der Ausguck starke Rauchwolken über der Kimm. Die Admiral Scheer traf nordwestlich des Nordenskiöld-Archipels auf den allein fahrenden sowjetischen Eismeerfrachter Alexander Sibirjakow, mit dem – von Port Dikson kommend – zu dieser Zeit Funkstationen auf einsamen Inseln aufgestellt wurden, um die Wettervorhersagen im Gebiet der Karasee zu verbessern. Der kohlengefeuerte Dampfer Sibirjakow war 1908 als Walfänger in Schottland gebaut worden, wurde 1914 von Russland erworben und war der erste Eismeerfrachter, der 1932 den nordöstlichen Seeweg in einer Navigationsperiode bewältigt hatte.
Dieses Zusammentreffen mit einem einzeln fahrenden Schiff konnte den gesamten Operationsplan gefährden, der auf völliger Geheimhaltung der Anwesenheit der Admiral Scheer in diesen Gewässern beruhte. Als sich das Schiff als recht klein herausstellte, lief ihm der Kreuzer entgegen und forderte ihn per Signalscheinwerfer in russischer Sprache auf, sich zu identifizieren. Von Bord der Sibirjakow wurde per Funk mehrmals die Identität des fremden Kriegsschiffs angefragt, denn der Schiffsführung war bekannt, dass es in diesen Gewässern keine Kriegsschiffe der damals noch sehr kleinen sowjetischen Nordflotte gab. Letztlich wurde von der Admiral Scheer mit Lichtsignalen Tuscaloosa geantwortet – dem Namen eines US-amerikanischen Schweren Kreuzers, der einige Zeit zuvor in Archangelsk vor Anker gegangen war. Zudem wehte auf dem Schiff die US-Flagge und man zeigte der Sibirjakow nur den Bug des Schiffes, um eine Identifizierung zu erschweren. Man ersuchte die Sibirjakow, den Funk nicht weiter zu benutzen und insbesondere den Funkverkehr mit Port Dikson einzustellen. Die Kommunikation zwischen Schiffen in Sichtweite erfolgte damals üblicherweise mit Flaggen- oder Lichtsignalen. Insofern war die Bitte des Kriegsschiffes nicht unüblich.
Anstatt zu antworten, setzte das für die Admiral Scheer fremde Schiff einen Notruf an Port Dikson ab, in dem es einen feindlichen Hilfskreuzer meldete und sich selbst als Eisbrecher Aleksander Sibirjakow identifizierte. Da dieser Funkspruch auf Admiral Scheer abgehört wurde, eröffnete der Kreuzer auf zwölf Kilometer Entfernung mit seinen 28-cm-Geschützen sofort das Feuer, das die Aleksander Sibirjakow mit ihren 7,6-cm-Kanonen erwiderte. Gleichzeitig versuchte der Eisbrecher, die nur etwa zehn Seemeilen (entspricht ca. 18,52 Kilometern) entfernte Beluchainsel mit Volldampf zu erreichen. Admiral Scheer feuerte sechs Vollsalven. Bei vier beobachteten Treffern brannte der Eisbrecher und begann zu sinken. Obwohl der Kommandant der Admiral Scheer, Meendsen-Bohlken, alles nur Mögliche unternahm, um die Besatzung zu retten, überlebten nur 28 der 131 Personen den Untergang. Am Abend konnte ein sowjetisches Aufklärungsflugzeug gesichtet werden, das offensichtlich nach dem versenkten Eisbrecher suchte. Darüber hinaus erging ein abgehörter sowjetischer Funkspruch an die Schifffahrt in der Karasee, worin vor einem feindlichen Hilfskreuzer gewarnt wurde. Die von den großen Eisbrechern geführten sowjetischen Konvois drehten nach Norden ins Packeis ab, wohin ihnen das deutsche Kriegsschiff nicht folgen konnte, da es nicht eistauglich war.
Da die Geheimhaltung gegenüber den eigentlichen Zielen, den sowjetischen Konvois und ihren Eisbrechern, gescheitert war und diese Ziele in für die Admiral Scheer unerreichbare Ferne gerückt waren, griff der Kreuzer am 27. August 1942 den Marinehauptstützpunkt Port Dikson an. Hier liefen die Daten aller sowjetischen Wetterstationen der Arktis und die Eismeldungen des Nordpolarmeers zusammen. Der Stützpunkt war jedoch durch die Funksprüche der Sibirjakow ebenfalls längst gewarnt worden. Alle Zivilisten sowie alle Unterlagen wurden auf Rentierschlitten in die Tundra evakuiert. Die Führung der Admiral Scheer hatte hingegen ernste Probleme. Zwar hätte das Schiff 230 Mann der Besatzung für einen Landangriff ausschiffen können, ohne dass die Kampfkraft des Schiffes darunter gelitten hätte; die Führung verfügte jedoch nur über veraltetes britisches Kartenmaterial des Hafens und der vorgelagerten Küste im Maßstab 1:200.000, das schon auf Grund seines Maßstabes völlig nutzlos für diesen Angriff war. Die Fahrtrinne zum Hafen war nicht bekannt. Entsprechende Bojen zur Markierung der Fahrtrinne konnten rechtzeitig von den sowjetischen Verteidigern entfernt werden. Ein Auflaufen auf einen Unterwasserfelsen beim Versuch der Anlandung konnte man sich so weit entfernt von den eigenen Stützpunkten nicht erlauben. Die sowjetische Besatzung wurde auf 60 Mann geschätzt (was ungefähr stimmte), deren verfügbare Bewaffnung dem Kriegsschiff nicht gewachsen sein würde. In der Tat besaßen die Verteidiger nur wenige kleinere Kanonen, die den Panzergürtel der Admiral Scheer nicht würden durchschlagen können, galt es doch bisher nur die gelegentlichen Angriffe ungleich schlechter bewaffneter und auch viel schwächer gepanzerter U-Boote abzuwehren. Mit derart schwer bewaffneten und stark gepanzerten Überwasserschiffen hatte bisher noch keine Station und kein Stützpunkt der Nordflotte so tief im Nordpolarmeer zu kämpfen gehabt.
Nach einigen Schüssen auf die Hafenanlagen wurde die Admiral Scheer von Land aus beschossen. Es gelang der Admiral Scheer nicht, die Geschütze an Land zu orten und sie zu bekämpfen. Auch die notdürftig mit je zwei Landgeschützen versehenen Hilfsschiffe, der Frachter Deschnew und der veraltete Dampfer Revoluzioner, beschossen immer wieder aus Nebelbänken auftauchend die Admiral Scheer. Ihr Abwehrfeuer blieb zwar praktisch wirkungslos, jedoch gelang es auch der Admiral Scheer nicht, die Hilfsschiffe zu versenken. Die zum Durchdringen massiver Panzerwände konstruierten Granaten der Admiral Scheer durchschlugen die Hilfsschiffe häufig nur und explodierten erst dahinter im Meer. Die Hilfsschiffe nahmen zwar letztlich erheblichen Schaden, konnten aber nicht versenkt werden und blieben ein nicht zu unterschätzendes Risiko für die ungepanzerten Barkassen, mit denen sich der Landungstrupp ausschiffen würde. Jedoch war der Leitung der Admiral Scheer schon aus den vorher abgefangenen Funksprüchen klar, dass der Stützpunkt gewarnt worden war und bei seiner Eroberung vermutlich keine wichtigen Aufzeichnungen über die Nutzung des nördlichen Seeweges, die Fahrtrouten, das Eisverhalten oder langfristige Wetterbeobachtungen zu finden sein würden. In Anbetracht des großen Risikos, auf Unterwasserhindernisse aufzulaufen und des geringen Nutzens eines riskanten Landangriffes, aber auch wegen des ständigen Beschusses sowohl von Land als auch von den beiden Hilfsschiffen, wurde der Einsatz abgebrochen.
Die Hauptoperation endete am 30. August 1942 mit dem Einlaufen der Admiral Scheer in den Hafen von Narvik. Das Unternehmen war gemessen an den hohen Erwartungen als kompletter Misserfolg zu bezeichnen. Weder war es gelungen, die großen sowjetischen Eisbrecher zu versenken und so die Befahrbarkeit der Nordostpassage unmöglich zu machen oder sie zu erschweren, noch war es der Admiral Scheer gelungen, nennenswerten Schiffsraum der Eismeerfrachter zu versenken. Auch Port Dikson konnte nicht nachhaltig beschädigt werden und es gelang auch nicht, für zukünftige Operationen im Eismeer nutzbare Unterlagen zu erbeuten.
Von den beiden deutschen Unterstützungs-U-Booten U 601 und U 209 wurden danach noch einige Schiffe im Gebiet der Karasee versenkt. So traf es am 24. August östlich von Port Dikson den sowjetischen Frachter Kujbyschew (2.332 BRT). U 209 versenkte am 17. August nahe Nowaja Semlja ein Schleppgeleit des sowjetischen Geheimdienstes NKWD. Diesem gehörten die beiden Schlepper Nord und Komsomolez sowie die Leichter Sch-III und P-IV an. Auf den NKWD-Schiffen befanden sich insgesamt 328 politische Gefangene auf dem Weg in sibirische Lager. 305 Häftlinge starben bei diesem Angriff. Auf dem Rückmarsch nach Narvik beschoss U 209 am 28. August 1942 die Funkstation von Chodowaricha mit seiner Bordkanone.
Eine Wiederholung der Unternehmung unter der Bezeichnung „Wunderland II“, die mit dem Schweren Kreuzer Lützow von August bis Oktober 1943 geplant war, wurde nicht mehr angesetzt, da in diesem Zeitraum keine Geleitzüge im sibirischen Seegebiet gemeldet wurden.

## Gefangene
Die Überlebenden der Sibirjakow, unter denen sich unter anderen der Kapitän Anatoli Katscharawa, der Parteisekretär Sarajew und der Funker Scharschawin befanden, kamen über Kiel und diverse Zwischenlager in das KZ Stutthof, 37 km östlich von Danzig. Hier wurde der Funker von einem Besatzungsmitglied eines anderen Schiffes an die Gestapo verraten. Er widerstand allen Verhören und wurde – nur zwei Monate vor der Befreiung des Lagers durch sowjetische Panzertruppen – erschossen. Der Kapitän und viele der anderen Gefangenen überlebten und fuhren nach dem Krieg wieder im Nordpolarmeer auf verschiedenen Schiffen.